# صور من إيطاليا
صور من إيطاليا (بالإنجليزية: Pictures from Italy)‏ وهو كتاب رحلات بقلم تشارلز ديكنز كتب في عام 1846. يكشف الكتاب عن اهتمام صاحبه عندما يقدم (وفقا لكيت فلينت) البلد «مثل عرض الفانوس السحري الفوضوي الذي يفتن بالمشاهد التي يعرضها ونفسه كمتفرج».

## الخلفية
في عام 1844، أخذ ديكنز استراحة من كتابة الروايات ولعدة أشهر سافر عبر فرنسا وإيطاليا مع أسرته وقاموا بزيارة معظم المعالم السياحية الشهيرة: جنوى، وروما، ونابولي، وفلورنسا والبندقية. يصور المؤلف في رحلته أمة من تناقضات كبيرة: المباني الضخمة والخراب في المناطق الحضرية، والحياة اليومية بجانب الآثار القديمة. ولكن لقاءاته مع الحياة في شوارع إيطاليا الملونة تستحوذ على الخيال. وينجذب ديكنز بشكل خاص للأزياء وشهوة الملابس المغايرة وضخامة الكرنفال الروماني. ومن الكتاب نعلم ان ديكنز كان يحب النهوض باكراً والتجول وأنه يتمتع بالنزهة في المناطق الجذابة الرئيسية سيراً على الأقدام.